# 张从宾
張從賓（9世纪—937年），五代軍事人物。
早年是後唐庄宗的小校，有戰功。後唐天成中期，自捧圣指挥使领澄州刺史，再升遷左右羽林都校。隨药彦稠攻讨杨彦温于河中。為洛陽巡檢使。后晋天福二年六月，范延光举兵反于邺城（今河北临漳县南）。石敬瑭急令從賓發河南兵數千人擊范延光，被范延光策反，攻汜水，杀巡检使宋廷浩，杀石敬瑭之子河阳节度使石重信，进逼汴州（今河南开封）。石敬瑭命奉国都指挥使侯益與护圣都指挥使杜重威分兵讨之，侯益至汜水遇從賓眾萬餘人，迎頭痛擊，俘斬殆盡。從賓败退，乘马入河，溺水死，其黨羽張延播、張繼祚、婁繼英等，被擒送至闕下。

## 延伸阅读
[在维基数据编辑]
 《舊五代史/卷97》，出自薛居正《舊五代史》